# Intermezzo iranio
El término Intermezzo iranio, o Renacimiento persa, representa un período en la historia que vio el surgimiento de varias dinastías musulmanas nativas iranias en la meseta iraní tras la conquista musulmana de Irán en el siglo VII y la caída del Imperio Sasánida. El término es digno de mención en tanto constituyó un interludio entre el declive del gobierno y el poder abasidas en mano de los árabes y el "Reavivamiento sunita" con el surgimiento de los turcos selyúcidas en el siglo XI. El resurgimiento iranio consistió en el apoyo iranio basado en territorio iraní y, de manera más significativa, un espíritu y cultura nacional iraní revividos en una forma islámica. Las dinastías y entidades iraníes que componen el Intermezzo iraní son las de los tahiridas, saffaridas, sayidas, samánidas, ziyáridas, búyidas y saláridas.
Según la historiadora Alison Vacca (Cambridge University Press, 2017), el Intermezzo iranio "de hecho incluye varias otras dinastías menores iranias, en su mayoría kurdas, en las antiguas provincias califales de Armenia, Albania y Azerbaiyán." Según Vacca, estas serían las de los rawádidas, marwánidas y los shaddádidas. El historiador Clifford Edmund Bosworth afirma en la segunda edición de la Enciclopedia del Islam que según Minorsky los rawádidas florecieron durante el período del intermezzo iranio.

## Dinastías musulmanas iranias

### Tahiridas (821–873)
La dinastía tahirida, (en persa: سلسله طاهریان) fue una dinastía persa irania que gobernó la parte noreste del Gran Irán, en la región de Jorasán (conformada por partes de los actuales Irán, Afganistán, Tayikistán, Turkmenistán y Uzbekistán ). La capital tahirida estaba ubicada en Nishapur.

### Saffaridas (861–1003)
La dinastía saffarida (en persa: سلسله صفاریان‎), fue un imperio persa iranio que gobernó en Sistán (861-1003), una región histórica en el sureste de Irán y el suroeste de Afganistán. Su capital era Zaranj .

### Sayidas (889–929)
La dinastía sayida (en persa: ساجیان‎), fue una dinastía islámica que gobernó entre 889–890 y 929. Los sayidas gobernaron Azerbaiyán y partes de Armenia primero desde Maragha y Bardá y luego desde Ardebil. Los sayidas se originaron en la provincia de Ushrusana en Asia Central y eran de herencia irania (sogdianos).

### Samánidas (875 / 819–999)
La dinastía samánida (en persa: سلسلهٔ سامانیان‎), también conocida como el Imperio Samánida o simplemente Samánidas (819-999) (en persa: سامانیان‎ Sāmāniyān) fue un imperio iranio en Asia Central y Gran Jorasán, llamado así por su fundador Saman Juda, quien se convirtió al islam sunita a pesar de pertenecer a la nobleza teocrática zoroástrica.
Con raíces en la ciudad de Balj (en la actual Afganistán), los samánidas promovieron las artes, dando lugar al avance de la ciencia y la literatura y, de tal manera atrajeron a académicos como Rudakí o Avicena. Mientras estuvo bajo el control samánida, Bujará fue rival de Bagdad en su gloria. Los académicos señalan que los samánidas revivieron el persa más que los búyidas y los saffaridas, mientras que continuaron patrocinando el árabe a un nivel significativo. Sin embargo, en un famoso edicto, las autoridades samanidas declararon que "aquí, en esta región, el idioma es el persa, y los reyes de este reino son reyes persas."

### Ziyáridas (930-1090)
La dinastía ziyárida (en persa: زیاریان‎) fue una dinastía irania de origen guilakí que gobernó Tabaristán desde 930 hasta 1090. En su punto de mayor extensión, gobernó gran parte del actual occidente y norte de Irán.

### Búyidas (934-1062)

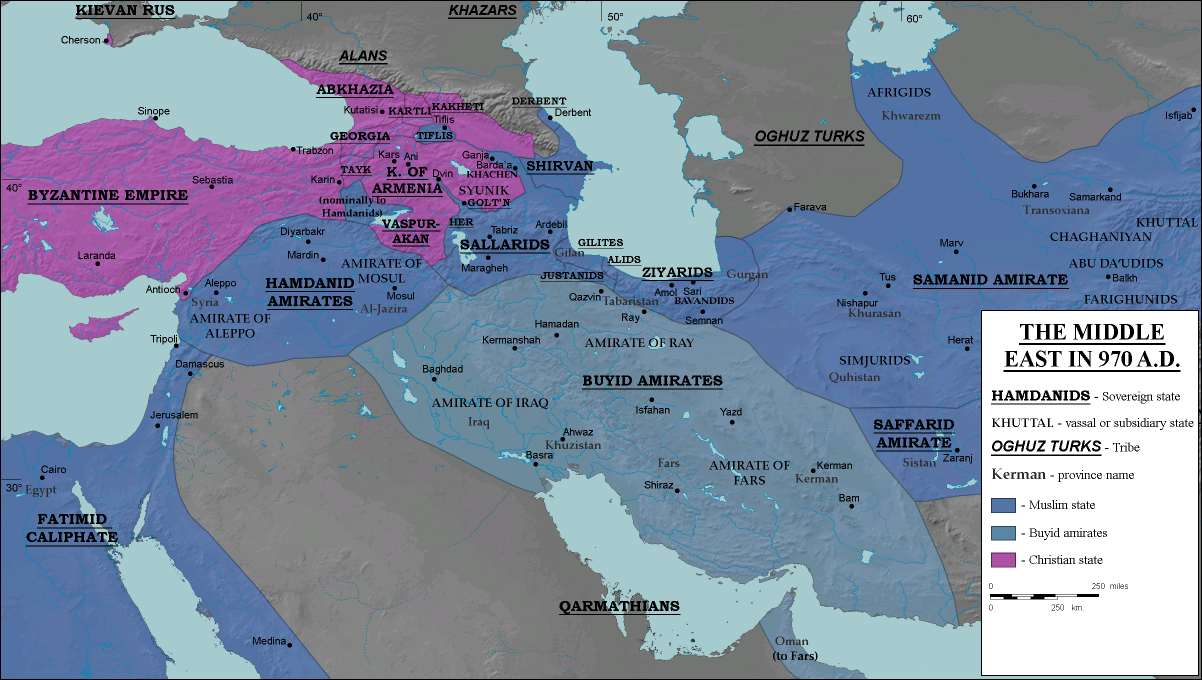
Sudoeste de Asia - c. 970 d. C.

La dinastía búyida, también conocida como Imperio búyida o búyidas (en persa: آل بویه‎ Āl-e Buye, en caspio: Bowyiyün), también conocidos como buwaijidas o búyyidas, fueron una dinastía chií persa que se originó en Deylaman. Fundaron una confederación que controló la mayor parte de los actuales Irán e Irak en los siglos X y XI. De hecho, como iranios deilamitas, los búyidas revivieron deliberadamente los símbolos y prácticas de la dinastía sasánida de Persia. De hecho, comenzando con 'Adud al-Daula, usaron el antiguo título sasánida de Shāhanshāh (persa: شاهنشاه), que literalmente significa rey de reyes.

### Saláridas (942–979)
La dinastía salárida (también conocida como musafiridas o langaridas) fue una dinastía persa islámica conocida principalmente por su dominio sobre el Azerbaiyán iraní, Azerbaiyán y parte de Armenia entre 942 y 979.